# Zygimantas Stanulis
Žygimantas Stanulis, né le 11 janvier 1993 est un haltérophile lituanien.

## Palmarès

### Championnats d'Europe
- 2018 à Bucarest
  -  Médaille d'argent en moins de 94 kg.
- 2013 à Tirana
  -  Médaille d'argent en moins de 94 kg.
- 2016
  -  Médaille d'argent en moins de 94 kg.

### Championnats d'Europe junior
- 2012 à Eilat
  -  Médaille d'or en moins de 94 kg.